# Lars-Erik Gustafsson
Lars-Erik Gustafsson (Lars-Erik Börje Gustafsson; * 17. August 1938 in Visby; † 26. Dezember 2014 in Älvsjö) war ein schwedischer Hindernis- und Langstreckenläufer.
Bei den Olympischen Spielen 1964 wurde er Achter über 3000 m Hindernis. Im Vorlauf stellte er mit 8:34,2 min einen schwedischen Rekord auf.
1961 wurde er Schwedischer Meister im Crosslauf auf der Kurzstrecke und 1962 über 3000 m Hindernis.